# Can Martí Pasqual
Can Martí Pasqual és un edifici de Mataró (Maresme) protegit com a Bé Cultural d'Interès Local.

## Descripció
Es tracta d'un edifici de planta soterrani, planta baixa i tres plantes pis amb pati posterior. Presenta arcs carpanells a totes les obertures de la façana: porta i finestra a planta baixa, balcons del primer i el segon pis i finestres de la planta sota coberta.

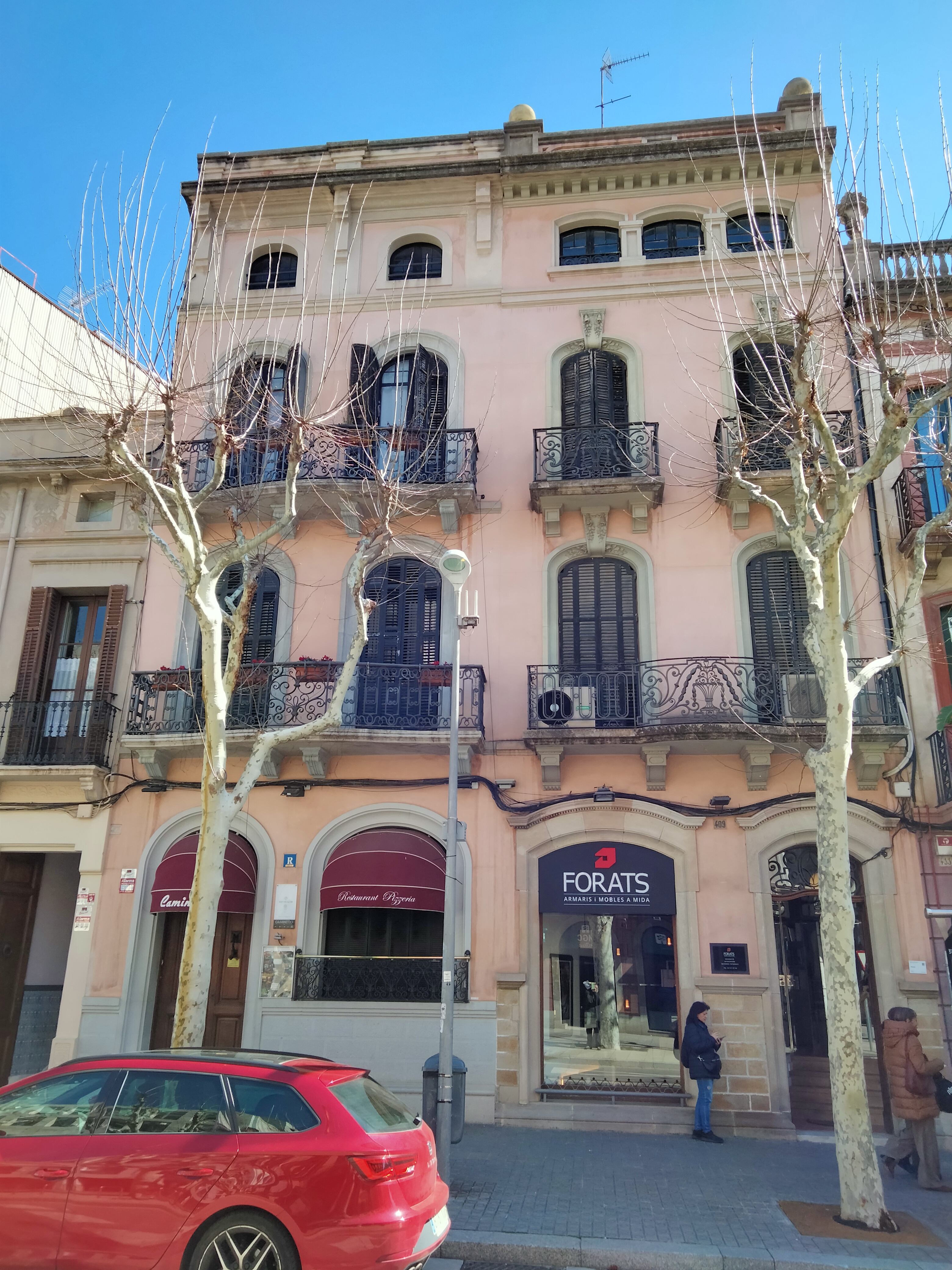
Conjunt format per Can Martí Pasqual i Can Cusachs

S'observa un balcó de ferro corregut al primer i segon pis.
Tres mènsules aguanten la cornisa damunt de la qual descansa l'acroteri
Aquesta casa forma part de la façana sud de la Rambla que es reforma totalment amb motiu de les obres d'urbanització d'aquesta el 1928.